# OLL-Gruppe
Die OLL-Gruppe (Oxford-Leipzig-Louvre-Gruppe, auch O.L.L.-Gruppe) ist eine Gruppe von attischen Vasenmalern des schwarzfigurigen Stils, deren Werke in das zweite Viertel des 6. Jahrhunderts v. Chr. datiert werden. Andere Stücke sind in eine etwas frühere Periode zu datieren und gelten als sehr qualitätsvoll. Anders als bei vielen gleichzeitigen Künstlern wurden die Vasen der OLL-Gruppe nicht nur für den Export gefertigt. Ihren Notnamen bekam die Gruppe aufgrund mehrerer Vasen, die in Oxford, der Leipziger Antikensammlung und dem Pariser Louvre aufbewahrt werden.